# Ernst Guhl
Ernst Karl Guhl (* 20. Juli 1819 in Berlin; † 20. August 1862 ebenda) war Hochschullehrer, Kunstschriftsteller und  Radierer.

## Leben
Er war der Sohn des Adam Wilhelm Guhl und der Wilhelmine Caroline Gehricke. Seine Eltern ließen ihn am 5. September 1819 in der Jerusalemskirche taufen.
Seine künstlerische Karriere begann unter dem Einfluss der „Berliner Schule der Kunstgeschichte“. Zunächst war er Privatdozent, später Professor und Sekretär der Berliner Akademie sowie Professor an der Friedrich-Wilhelms-Universität. Mit Wilhelm Koner verfasste er Das Leben der Griechen und Römer, von dem bis 1893 sechs Auflagen erschienen.
Guhl war regelmäßiger Mitarbeiter am Deutschen Kunstblatt.

## Werke (Auswahl)
- Versuch ueber das Ionische Kapitael. Ein Beitrag zur Geschichte der griechischen Architektur. Berlin 1845 (Digitalisat Universität Heidelberg).
- Ernst Guhl; Wilhelm Lübke: Denkmäler der Kunst. 4 Bände, Stuttgart 1851–1856 (Digitalisat Uni Heidelberg).
- Ernst Guhl: Künstler-Briefe Berlin 1853 (Digitalisat München BSB). Zweiter Band 1856 (München BSB).
- Ernst Guhl; Wilhelm Koner: Das Leben der Griechen und Römer. nach antiken Bildwerken dargestellt. mit 528 in den Text eingedruckten Holzschnitten, Berlin 1862 (Digitalisat Harvard University, auf GoogleBooks) (München BSB).
  - 2. Auflage, Berlin 1864 (Bauhaus-Universität Weimar).
  - 3. Auflage, Berlin 1872 (Digitalisat auf Openlibrary).
  - 5. verbesserte und vermehrte Auflage mit 568 in den Text eingedruckten Holzschnitten, Berlin 1882 (Digitalisat University Toronto auf Openlibrary).
  - 6. vollständig neu bearbeitete Auflage mit 1063 in den Text gedruckten Abbildungen herausgegeben von Richard Engelmann, Berlin 1893 (Digitalisat Princeton N. J. auf Openlibrary).
- Ernst Guhl: Der Dom zu Köln. Seine Geschichte, Beschreibung und gegenwärtiger Zustand, Stuttgart 1851 (Digitalisat München BSB).
- Ernst Guhl: Die Frauen in der Kunstgeschichte Berlin 1858 (Digitalisat München BSB); (Digitalisat).